# Red Cove
Red Cove est une localité de Terre-Neuve-et-Labrador.